# The Legend of Kyrandia
The Legend of Kyrandia – seria komputerowych gier przygodowych stworzonych i wydanych przez firmę Westwood Studios. Gry ukazały się na platformy DOS, Amiga, FM Towns oraz Apple Macintosh.
Seria składa się z trzech części:
1. The Legend of Kyrandia Book One
2. The Legend of Kyrandia Book Two: The Hand of Fate
3. The Legend of Kyrandia Book Three: Malcolm’s Revenge

Akcja serii ma miejsce w świecie fantasy zwanym „Kyrandią”. Pierwsza część opowiada o losach bohatera o imieniu Brandon, a jego celem jest powstrzymanie błazna królewskiego – Malcolma. W drugiej części gracz wciela się w czarodziejkę Zanthię, która ma ocalić krainę przed zagładą. W trzecim i ostatnim tytule gracz kieruje poczynaniami Malcolma (antagonisty z pierwszej części serii).